# Microryzomys altissimus
Microryzomys altissimus és una espècie de mamífer rosegador de la família dels cricètids. Viu a altituds d'entre 2.500 i 4.000 msnm a Colòmbia, l'Equador i el Perú. El seu hàbitat natural són els paisatges subalpins i de páramo. Està amenaçat per la desforestació i l'expansió dels camps de conreu en algunes parts de la seva distribució.